# 欣氏南鰍
欣氏南鰍（學名：Schistura hingi）為輻鰭魚綱鯉形目條鰍科南鰍屬的其中一種。分布於亞洲中國香港及越南淡水流域，體長可達9.7公分，棲息河川底層水域，生活習性不明。

## 扩展阅读
維基物種上的相關：欣氏南鰍